# Ferma a guardare
Ferma a guardare è un singolo del rapper italiano Ernia, pubblicato il 20 gennaio 2021 come secondo estratto del suo terzo album in studio, Gemelli, nella sua riedizione.

## Descrizione
Il singolo vede la collaborazione del gruppo musicale italiano dei Pinguini Tattici Nucleari.

## Video musicale
Il videoclip, diretto da Fabrizio Conte, è stato pubblicato il 28 gennaio 2021 sul canale YouTube del rapper.

## Classifiche

### Classifiche settimanali
| Classifica (2021) | Posizione massima |
| ----------------- | ----------------- |
| Italia            | 3                 |

### Classifiche di fine anno
| Classifica (2021) | Posizione |
| ----------------- | --------- |
| Italia            | 23        |